# Seiga
Seiga est une commune rurale située dans le département de Diabo de la province du Gourma dans la région de l'Est au Burkina Faso.

## Géographie
Seiga est situé à 8 km au Sud-Ouest de Diabo, le chef-lieu du département, et à 3 km au Nord-Ouest de Zonatenga.

## Économie
Seiga accueille un marché local.

## Santé et éducation
Le centre de soins le plus proche de Seiga est le centre de santé et de promotion sociale (CSPS) de Zonatenga.